# Parafia św. Mateusza Apostoła i Ewangelisty w Gębicach
Parafia Świętego Mateusza Apostoła i Ewangelisty w Gębicach jest jedną z 12 parafii leżącą w granicach dekanatu trzemeszeńskiego. Erygowana w 1315 roku.

## Dokumenty
Księgi metrykalne: 
- ochrzczonych od 1945 roku
- małżeństw od 1945 roku
- zmarłych od 1945 roku